# 1567 en science
| Années de la science : 1564 - 1565 - 1566 - 1567 - 1568 - 1569 - 1570    |
| Décennies de la science : 1530 - 1540 - 1550 - 1560 - 1570 - 1580 - 1590 |

Cet article présente les faits marquants de l'année 1567 en science.

## Événements
- Fabrizio Mordente invente un compas de proportion à huit pointes destiné à mesurer « la plus petite grandeur imaginable » dans la nature[1].

## Publications
- Jacques Besson : Cosmolabe, Paris, 1567 ;
- Jean Fernel : Universa medicina, 1567, posthume ;
- Jacques Grévin : Deux livres des venins, ausquels il est amplement discouru des bestes venimeuses, thériaques, poisons et contre-poisons, par Jacques Grévin de Clermont en Beauvaisis. Ensemble les œuvres de Nicandre, medecin & poète grec, traduictes en vers françois, Anvers, Christofle Plantin, 1567-1568 ;
- Lodovico Guicciardini (Guichardin), géographe : Description des Pays-Bas.
- Pedro Nunes : Livro de algebra en arithmetica y geometria (Livre d'Algèbre sur l'Arithmétique et la Géométrie), 1567 ;
- Willem Raets : Practyck om lichtelyck te leeren visieren alle vaten metter wisselroede, manuel pratique pour les jaugeurs de vin.

## Naissances

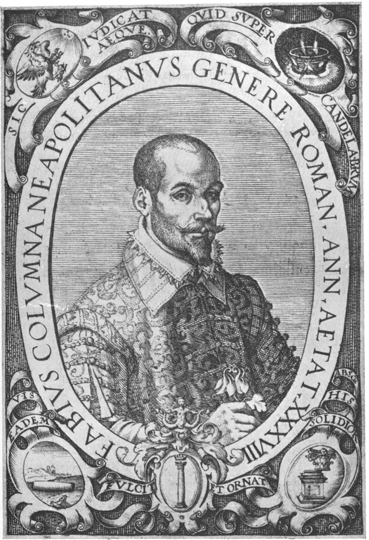
Fabio Colonna

- 15 janvier : François d'Aguilon († en 1617), mathématicien, physicien, maître en optique et architecte brabançon.
- 1er mars : Nicolas Bergier (mort en 1623), archéologue et historien français.

- Fabio Colonna (mort en 1640), botaniste italien.

## Décès
- 19 avril : Michael Stifel (né en 1486 ou 1487), moine et mathématicien allemand.
- 2 novembre : Bartholomäus Carrichter (né vers 1510), médecin et astrologue suisse.